# デムチョク
デムチョク（Demjok、Demchok）は、カシミールの村。インド・ラダック連邦直轄地のレー県レーテシルに属する。インドの支配下にあるが、中華人民共和国は実効支配地域を有するアクサイチンの南方パリガス（巴里加斯）に位置し、チベット自治区ガリ地区ガル県に属すると主張している。この村はラダックとチベットを繋ぐ古いルート上にある。

## 人口統計
2011年時点での人口は78人で31世帯が暮らす。男性が43人女性が35人で、その内、6歳未満の幼児は、男性4人女性1人。指定カーストの者が、男性一人のみ。指定部族の者が、男性37人女性27人で64人である。